# Borremose befästning
Borremose befästning är en befäst järnåldersby i Himmerland på Nordjylland i Danmark. Den anlades omkring 300 f.Kr. Efter cirka 200 år blev den nedbränd och försvarsverken förstörda. Platsen har sedan dess legat öde, och av försvarsanläggningarna är nu bara några få rester synliga. Utgrävningar från 1936 och 1989 har visat att de bestod av en enkel jordvall med palissadförstärkning och en yttre, cirka två meter djup vallgrav som följer holmens kant. En brolagd väg leder ut till borgen från markerna innanför. I den nu torvfyllda vallgraven fanns kulturlager med rika och viktiga fynd, huvudsakligen av lerkärl, men även en del träsaker var bevarade. Bland dessa kan nämnas en måttstock indelad i 16,5 centimeter långa enheter, något som tyder på att det nordiska måttsystemet på denna tid motsvarade det klassiska grekiska.